# Diarmuid Ua Duibhne

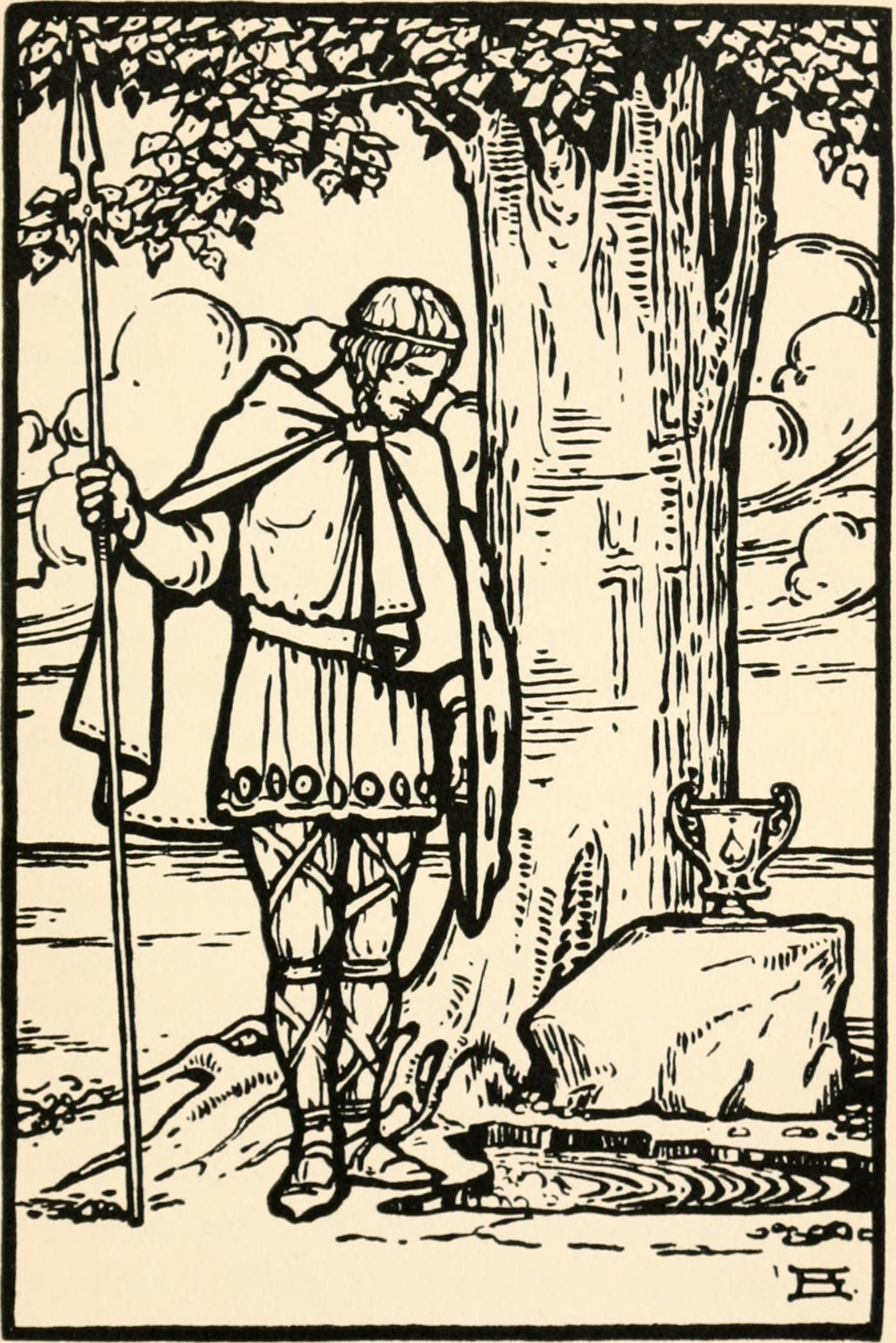
Diarmuid, ilustração de Beatrice Elvery em Heroes of the Dawn (1914) de Violet Russell.

Diarmuid Ua Duibhne (pronúncia irlandesa: [dʲiəɾˠmˠədʲ uə d̪ˠʊvʲnʲə]) ou Diarmid O'Dyna (às vezes grafado como Dermot, Diarmaid ou Diarmait), também conhecido como Diarmuid do ponto amor, era filho de Donn e um dos Fianna no Ciclo Feniano da mitologia irlandesa (tradicionalmente definido entre os séculos II e IV). Ele é mais conhecido como o amante de Gráinne, a esposa pretendida do líder Fianna Fionn mac Cumhaill na lenda A Perseguição de Diarmuid e Gráinne (The Pursuit of Diarmuid and Gráinne).
Na lenda, o deus do amor e criatividade dos Tuatha Dé Danaan, Aenghus Óg, era o pai adotivo e protetor de Diarmuid. De acordo com a história, Diarmuid era um guerreiro hábil e um membro muito querido e valorizado do Fianna que, sozinho, matou 3.400 guerreiros em uma batalha e salvou Fionn e os Fianna.

## Lenda
Diarmuid é mencionado em diversos contos e poemas do Ciclo Feniano. Em alguns, ele é meramente citado entre os Fianna, em outros tem papel de destaque nas aventuras e batalhas.

### Armas Famosas
Aengus Óg possuía uma espada mortal chamada Móralltach ou Nóralltach - a Grande Fúria, dada a ele pelo deus do mar Manannán mac Lir (Mananaan Filho do Mar). Na Perseguição de Diarmuid e Gráinne diz-se de Móralltach que não deixava nem pancada nem golpe inacabados na primeira tentativa. Aenghus deu esta espada ao seu filho de criação Diarmuid, além de uma espada chamada Beagalltach, Pequena Fúria. Juntamente com estas duas espadas, Diarmuid é conhecido por ter tido duas lanças, Gáe Buidhe (Lança Amarela) e Gáe Dearg (Lança Vermelha), que causavam feridas que não podiam ser curadas. Ele usava Gáe Dearg e Moralltach para aventuras que eram questões de vida e morte, e Gáe Buidhe e Beagalltach para batalhas menores.

### Nascimento e maldição cruel
O pai de Diarmuid, Donn, era um guerreiro dos Fianna e sua mãe era Crocnuit. Quando nasceu Diarmuid foi levado por Aengus para ser criado por este. A mãe de Diarmuid posteriormente ficou grávida do mordomo de Aengus, Roc mac Dicain, que ofereceu a Donn seu filho para que ele o criasse, uma vez que Aengus havia levado o seu próprio. Donn recusou-se por não achar certo ele cuidar do filho de um plebeu, e mandou o menino para também ser criado por Aengus. Em um jantar, Donn, com ciúmes da atenção dada ao filho do mordomo, matou o menino quando ninguém estava olhando. O mordomo exigiu de Fionn que descobrisse a verdade sobre a morte do filho e, ao descobri-la, colocou uma maldição sobre Diarmuid, quando Donn se recusou a pagar fiança pelos seus atos: ele ressuscitou seu filho na forma de um javali e amaldiçoou Diarmuid a ser morto por ele.

### Marca mágica do amor
Diarmuid era famoso por sua beleza e por sua "marca do amor", que o tornava irresistível para as mulheres. Um dia ele saiu em uma caçada com alguns companheiros e eles foram muito longe, de modo que não conseguiriam voltar para casa antes do anoitecer, então na primeira parte da noite eles vagaram pela floresta. Por volta da meia-noite, encontram uma pequena casa, onde foram recebidos por um velho e sua filha. Depois de comerem, eles foram foram para o único quarto para dormir e a jovem foi com eles. Ela era a personificação da juventude. Os companheiros de Diarmuid tentaram se deitar com ela por um instante, mas ela os afastou dizendo que já pertenceu a eles uma vez e que não pertenceria de novo.. Quando foi a vez dele, ela o afastou, como ao outros, mas colocou uma marca mágica de amor mágico em sua testa que fazia com que qualquer mulher que olhasse para ele se apaixonasse por ele.

### A Dama Repugnante e a Taça
Certa congelante noite de inverno, uma " dama repugnante" entrou no alojamento dos Fianna onde os guerreiros tinham acabado de ir para a cama depois de uma expedição de caça. Encharcada até os ossos, o cabelo ensopado estava emaranhado e cheio de nós. Ela ajoelhou-se ao lado de cada guerreiro e exigiu um cobertor, começando com Fionn. Só o jovem Diarmuid, cujo leito estava mais próximo da lareira, teve pena de a mulher, dando-lhe a sua cama e cobertor. Ela notou marca de amor de Diarmuid e disse que ela tinha andado o mundo sozinha durante sete anos. Diarmuid disse que ela poderia dormir a noite toda e ele iria protegê-la. Durante a madrugada, ela se tornou uma linda mulher.
No dia seguinte, ela recompensou a bondade de Diarmuid, oferecendo-lhe o seu maior desejo - uma casa com vista para o mar. Radiante, Diarmuid pediu a mulher para viver com ele. Ela concordou com uma condição: ele deveria prometer nunca mencionar o quão feia ela parecia na noite em que se encontraram. Depois de três dias juntos, Diarmuid começou a ficar inquieto. Ela se ofereceu para cuidar de sua cadela e seus novos filhotes enquanto Diarmuid fosse caçar. Em três ocasiões diferentes, os amigos de Diarmuid, invejosos de sua sorte, visitaram a mulher e pediram para um dos novos filhotes. Cada vez, ela honrou o pedido. Cada vez, Diarmuid ficava irritado e perguntava-lhe como poderia retribuir-lhe tão maldosamente quando ele havia esquecido sua feiura da primeira noite eles se conheceram. Na terceira menção, mulher e casa desapareceu e sua amada greyhound morreu.
Percebendo que sua ingratidão  o levou a perder tudo o que ele valorizava, Diarmuid partiu para encontrar sua dama. Ele usou um navio encantado para atravessar um mar tempestuoso para o Outro Mundo, onde ele procurou a moça através dos prados cheios de cavalos coloridos e árvores de prata. Três vezes ele viu uma gota de sangue no chão; ele reuniu cada gota no seu lenço. Quando um estranho revelou que a filha gravemente doente do rei tinha acabado de voltar depois de sete anos, Diarmuid percebeu que devia ser sua dama. Apressando-se para o lado dela, ele descobriu que ela estava morrendo. As três gotas de sangue coletadas por Diarmuid foram de seu coração, derramadas cada vez que pensava em Diarmuid. A única cura era uma taça de água de cura da Planície da Maravilha, guardada por um rei ciumento e seu exército. Diarmuid prometeu trazer de volta a taça.
Em um rio intransponível, Diarmuid foi ajudado pelo Homem Vermelho de Todo o Conhecimento, que tinha cabelo vermelho e olhos como brasas. Ele ajudou a Diarmuid a atravessar o rio e guiou-o ao rei do país da taça de cura. Diarmuid gritou que a taça deve ser trazida para fora do castelo do rei, para ele, ou então que campeões fossem trazidos para lutar com ele. Duas vezes oitocentos homens de combate foram enviados para fora, e em três horas não havia sobrado nenhum para se opor a ele. Em seguida, duas vezes novecentos lutadores melhores foram enviados contra ele, e dentro de quatro horas não havia sobrado nenhum deles.  O rei deu-lhe a taça de cura. Na viagem de volta, o Homem Vermelho aconselhou Diarmuid sobre como curar a sua dama. Ele também alertou o herói que, quando a doença dela terminasse, o amor de Diarmuid para ela iria acabar também.
Tendo curado sua amada, Diarmuid embarcou num navio encantado para retornar aos Fianna, onde foi recebido por seus amigos e sua greyhound, que a dama tinha trazido de volta à vida como seu presente final para ele.

### Diarmuid e Gráinne
Tóraigheacht Dhiarmada agus Ghráinne - em inglês "The Pursuit of Diarmait and Gráinne" (A perseguição de Dairmuid e Gráinne) é um romance de popular de um triângulo amoroso. Embora o texto sobrevivente d'A Perseguição de Diarmait e Gráinne não é datado anteriormente ao século XVII, há uma referência a este conto no final do século XII no manuscrito de "O Livro de Leinster".
Fionn Mac Cumhaill, muito mais velho do que em suas outras aventuras, teve várias esposas longo dos anos. Quando sua última esposa morreu, seu filho Oisín e seus companheiros um dia perguntaram Fionn quando ele ia se casar novamente. Diorruing sugeriu que a melhor mulher para Fionn seria Gráinne, filha de Cormac Mac Art, o Grande Rei da Irlanda.
Gráinne pensou que ela iria se casar com o filho Fionn, Oisín, ou seu neto, Oscar, e não o próprio envelhecido Fionn. Desapontada ao descobrir que seu noivo mais velho que seu pai, ela decidiu não se casar Fionn, mas fugir com um dos campeões do Fianna.
Grainne administrou uma poção do sono no vinho dos convidados exceto para Oisín, Oscar, Diarmuid, Cailte e Diorruing. Ela se aproximou Oisín, que se recusou seu pedido, em seguida, ela se aproximou Diarmuid. Diarmuid também se opôs a seus avanços, porque Fionn era um amigo e seu líder. Grainne impôs um geis (tabu) sobre Diarmuid fazendo com que ele devesse segui-la. Seus amigos ficaram tristes, sabendo que Diarmuid morreria se ele ficassa entre Fionn e sua esposa desejada. Diarmuid deixou o palácio, sabendo que apesar de ser um amigo e seguidor de Fionn, seu líder iria caçá-lo pela traição.
Quando Fionn Mac Cumhaill acordou, ele enviou Clã O'Navnan para rastrear o casal em fuga. Diarmuid e Gráinne cruzaram Ath Luain (Athlone), e escondeu-se na Floresta de Duas Tendas. Amigos de Diarmuid, Oisín, Oscar, Cailte e Diorruing estavam preocupados com o comportamento de Fionn e determinados a ajudar secretamente Diarmuid sempre que pudessem.
Na Floresta de Duas Tendas, Diarmuid havia erguido uma cerca em volta dele e Gráinne com sete portas que levam a diferentes direções. Fionn disse a seus seguidores para cercar e capturar Diarmuid. Aengus, o pai adotivo e protetor de Diarmuid, queria ajudá-lo, mas Diarmuid insistiu que ele o deixasse por conta própria. Aengus levou Gráinne para longe para Floresta de Duas Tendas. Seus amigos se ofereceram para deixar os amantes passarem, mas Diarmuid se recusou a permitir-lhes a comprometer a sua honra ao fazê-lo, e escapou usando sua lança para saltar sobre a cerca. Ele então se encontrou com Aengus e Gráinne e, depois de passarem um tempo juntos, os amantes se despediram de Aengus e continuaram sua jornada.
Em um certo momento encontraram um jovem chamado Muadan, que os acompanhou. Ele providenciava a comida e os vigiava durante a noite, enquanto se abrigavam em numa caverna. Durante o dia, Diarmuid foi examinar a área e viu três navios de guerreiros se aproximando. Ele perguntou aos três chefes dos guerreiros o que eles tinham ido fazer lá e eles responderam que tinha ido atrás de Diarmuid a pedido de Fionn. Durante quatro dias Diamruid os enganou e matou vários do povo deles com suas façanhas. No quarto dia ele alegou estar protegendo Diarmuid e lutou contra os chefes dos guerreiros, derrotando-os. Voltou então para junto de Gráinne e Muadan e eles continuaram partiram do local. Os guerreiros, após serem informados que o homem com quem haviam estado era Diarmuid, partiram em perseguição e foram massacrados por Diarmuid. Após esse combate, Muadan partiu e o casal seguiu para a Floresta de Dubros.
Fionn recebeu notícias do massacre e se dirigiu ao local com os fianna. Enquanto faziam os ritos funerários dos guerreiros, chegaram até até ele dois jovens que queriam fazer as pazes com ele e conseguirem os lugares de seus pais entre os Fianna. Fionn disse que só aceitaria se eles lhe trouxessem a cabeça de Diarmuid ou um punhado das bagas mágicas da sorveira da Floresta do Dubros que poderia restaurar a juventude de uma pessoa idosa, guardadas pelo gigante Searbhan sobre as instruções do Tuatha Dé Danan. Os dois jovens, contrariando as orientações de Oisín, foram atrás de Diarmuid. Eles o encontraram na floresta e contaram que tinham ido atrás dele ou das bagas da sorveira. Diarmuid disse que não seria fácil conseguir nenhum dos dois e lutou com os jovens, deixando-os amarrados. Gráinne ouviu sobre as bagas e ficou com desejo por elas e exigiu que Diarmuid as conseguisse para ela. Ele foi então atrás do Searbhan e rompeu seu acordo de pudessem viver e caçar na floresta com a condição de que não comesse das bagas, matando com sua própria clava. Ele entregou as bagas a Gráinne e aos dois jovens para que levassem a Fionn e dissessem que haviam sido eles os que mataram o gigante.
Fionn não acreditou nos jovens, reuniu os Fianna e viajou para a floresta onde ele armou um tabuleiro de fidchell, e jogou com seu filho Oisín. Oscar e Cailte assistiam Oisín no jogo, uma vez que ninguém, exceto Diarmuid era páreo para Fionn neste jogo. Diarmuid assistiu ao jogo de cima, e não pode resistir a auxiliar Oisín no jogo, atirando bagas sobre as peças que deviam ser movidas. Fionn perdeu três partidas consecutivas para seu filho. Fionn percebeu que o casal estava se escondendo na árvore e ordenou seus homens para matar seu rival. Diarmuid matou sete guerreiros chamados Garbh. Oscar, o neto de Fionn, advertiu que qualquer um que prejudicasse Diarmuid iria enfrentar sua ira, e escoltou o casal a uma distância segura da floresta, para junto de Aengus.
Fionn foi para a Terra da Promessa de pedir sua velha ama Bodhmall para matar Diarmuid. Diarmuid, depois que Oscar já havia deixado-o, estava caçando na floresta ao lado do rio Boyne e Bodhmall voou pelo ar em um lírio d'água voador e lançou dardos envenenados que poderiam penetrar seu escudo e armadura. Diarmuid sofreu agonia, onde os dardos o feriram; ele a matou com o Gáe Daerg, a qual ele arremessou precisamente no buraco que havia na folha.
Fionn perdoou Diarmuid depois que Aenghus Óg intercedeu em favor do casal; Diarmuid e Gráinne viveram em paz em Ceis Chorainn em Sligo por vários anos. Eles tiveram cinco filhos, quatro filhos e uma filha. Diarmuid construiu uma fortaleza, Rath Gráinia. No entanto, eles ficaram durante anos sem visitar o pai de Grainne, Cormac Mac Art e antigos companheiros de Diarmuid. Gráinne convenceu Diarmuid a convidar seus amigos e parentes para uma festa, incluindo Fionn e os Fianna. Fionn atraiu Diarmuid a uma caça ao javali na charneca de Benn Gulbain; Diarmuid só levou sua espada curta Beagalltach e sua lança amarela Gáe Buide, não suas melhores armas. Ele foi ferido pelo javali gigante que já havia matado um número de homens e cães.
A água bebida das mãos de Fionn tinha o poder de cura. Em agonia, Diarmuid relembrou várias de sua aventuras nas quais ajudou Fionn e os Fianna para tentar convencer Fionn a lhe dar um gole, mas quando ele recolheu água, por duas vezes deixou-a escorrer por entre os dedos antes que ele pudesse trazê-la para Diarmuid. Ameaçado por seu filho Oisín e seu neto Oscar, foi buscar água uma terceira vez, mas desta vez era tarde demais: Diarmuid havia morrido.
Após a morte de Diarmuid, Aengus levou o corpo de volta para o Brugh onde ele soprava vida a ele sempre que ele queria falar com o herói.
Tóraigheacht Dhiarmada agus Ghráinne tem sido muitas vezes comparado com o triângulo amoroso anterior entre Deirdre, Noísi e o Rei Conchobar de Ulster, Longes mac nUislenn (The Exile Sons of Uisliu), que faz parte do Ciclo de Ulster.
Diarmuid Ua Duibhne é dito ser o fundador do clã escocês Campbell. A marca Campbell é uma cabeça de javali, uma referência ao geis e morte de Diarmuid.

## Representações na cultura popular
No show de dança irlandesa de1999, Dancing on Dangerous Ground (Dançando em terreno perigoso), Diarmuid foi representado pelo ex-líder de Riverdance Colin Dunne.
No filme Casa Comigo?, o personagem Declan O'Callaghan conta a Anna Brady a história do caso de amor de Diarmuid enquanto eles olham para Ballycarbery Castle.
Tower of Saviours, um aplicativo de jogo para celular de 2013 desenvolvido em Hong Kong, incluía Diarmuid como um personagem.
Diarmuid é uma unidade colecionável no jogo para celular "Age of Ishtaria". Seu gênero foi trocado e ela empunha duas espadas chamadas Moralltach e Beagalltach. Em vez de um galgo, seu animal de estimação preferido parece ser um cão pastor preto e branco.
Diarmuid aparece na light novel e sua adaptação em anime de Fate/Zero como o Servo "Lancer", empunhando suas duas lanças, Gáe Buidhe e Gáe Dearg. Enquanto Gáe Buidhe mantém a sua capacidade mítica de infligir feridas que nunca podem se curar, Gáe Dearg em vez disso é representada com a capacidade de furar defesas mágicas e negar certas habilidades mágicas.